# Fernando Scheffer
Fernando Muhlenberg Scheffer (født 6. april 1998 i Canoas) er en brasiliansk konkurrencesvømmer.
I 2021 repræsenterede Scheffer sit land under sommer-OL 2020 i Tokyo, hvor han vandt bronze på 200 meter fri og endte på en 8. plads i finalen ved 4×200 meter.